# Pro Artibus
Pro Artibus är en i Finland verksam i finlandssvensk konststiftelse. Den är en fristående del av Svenska kulturfonden.
Stiftelsens uppgift är att stödja och befrämja finlandssvensk bildkonst.
Pro Artibus har en konstsamling på cirka 900 konstverk och årligen köps cirka 20 nya verk för en summa av 80 000 euro. Konstverken deponeras i olika finlandssvenska offentliga rum.
I Ekenäs upprätthåller stiftelsen ett finlandssvensk konstcentrum. I den egna fastigheten i stadens absoluta centrum finns Pro Artibus kansli, en konservatorsateljé och Galleri Elverket. I galleriet visas utställningar med inriktning på samtidskonst. I Ekenäs äger stiftelsen Villa Snäcksund med två konstnärsbostäder och en ateljébyggnad.
I Helsingfors driver stiftelsen Sinne vid Stora Robertsgatan 16, ett galleri i första hand för unga konstnärer.
Pro Artibus driver på genomförandet av den så kallade procentprincipen, det vill säga att en procent av byggnadskostnaderna i alla offentliga byggen skall avsättas för konstnärlig utsmyckning. Inom den ramen har stiftelsen genomfört ett flertal konstanskaffningsprojekt runt om i svenskfinland.